# Willy Dobbe
Willy Dobbe (Den Haag, 2 januari 1944) is een voormalig tv-omroepster en -presentatrice bij de Nederlandse publieke televisie.

## Levensloop
Dobbe begon in 1967 als omroepster bij de NTS. Zij werkte daarna bij de TROS, voornamelijk als omroepster, maar ook als presentatrice van het spelprogramma Zevensprong, dat ze samen met Jan Theys presenteerde. In 1970 presenteerde zij het Eurovisiesongfestival, dat in dat jaar in Nederland werd gehouden. Ook werkte ze mee aan enkele tv-reclamespotjes. Ze stopte in 1988 met haar televisiewerk bij de TROS.

## Willy Dobbeplantsoen

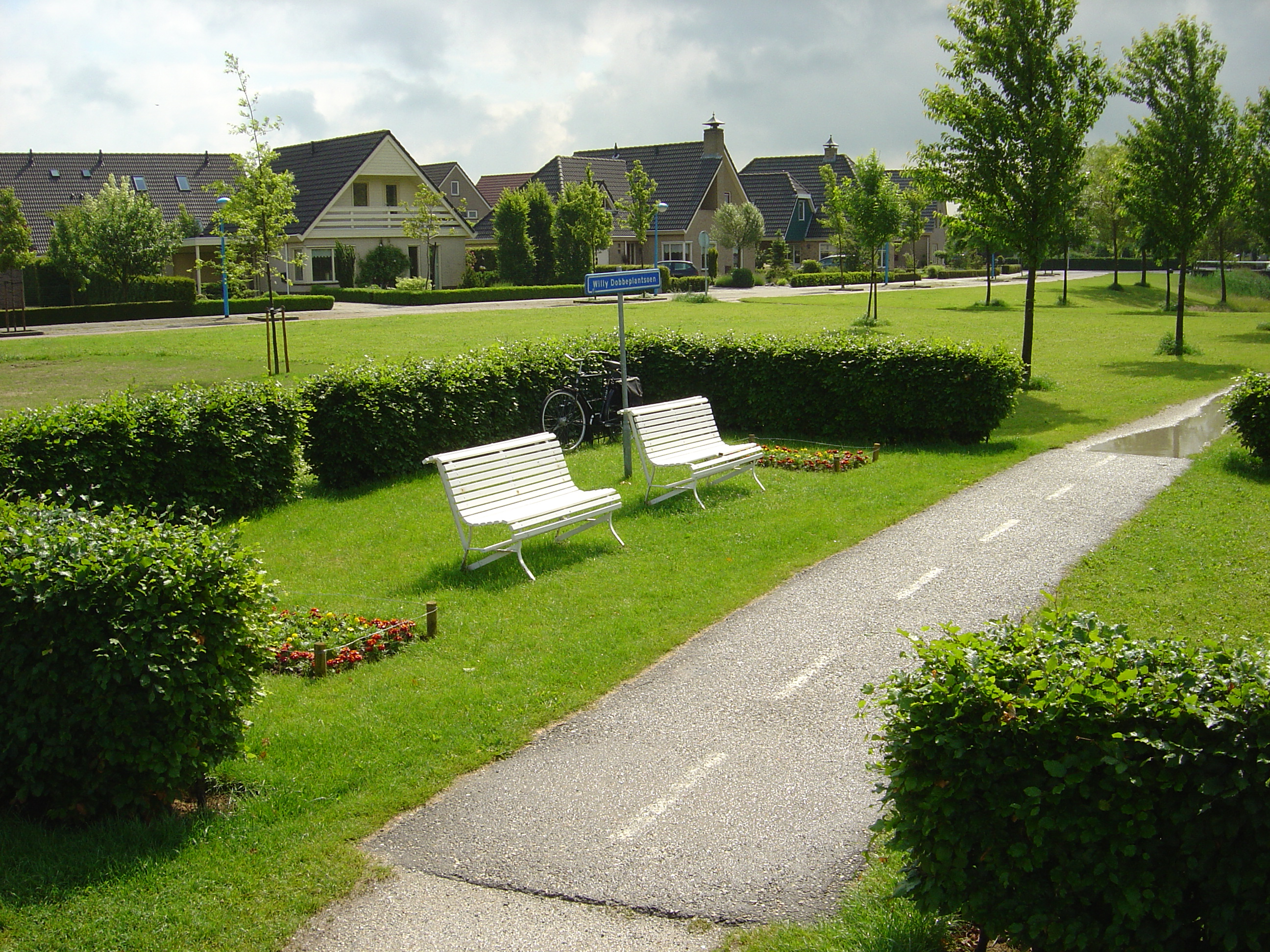
Willy Dobbeplantsoen te Olst

In de VPRO-tv-series Het is weer zo laat! (ook bekend als Waldolala), De lachende scheerkwast, Op zoek naar Yolanda en Plafond over de vloer, die door Wim T. Schippers zijn bedacht, gaf Schippers een studioplantsoentje waar veel buitenscènes werden opgenomen de naam Willy Dobbeplantsoen. Een kopie van het studioplantsoen werd later in Olst aangelegd en op 27 november 1997 werd daar het echte Willy Dobbeplantsoen in het bijzijn van Willy Dobbe, Wim T. Schippers en burgemeester Jaap Dijkstra geopend. Het oorspronkelijke plantsoen werd ontworpen door decorontwerper Jaap de Groote. Ook in Asten is een Willy Dobbeplantsoen.